# Le Chiffre

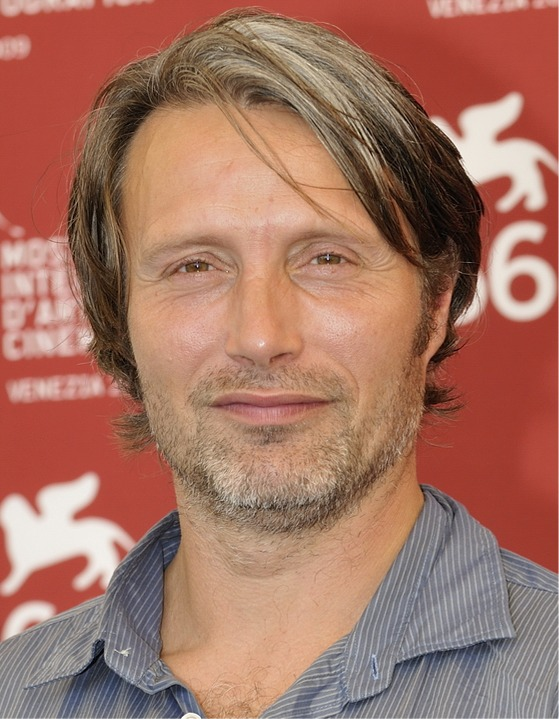
Mads Mikkelsen, odtwórca roli Le Chiffre'a

Le Chiffre – fikcyjna postać, przeciwnik Jamesa Bonda znany z książki Iana Fleminga pt. Casino Royale i opartych na niej filmów (w tym oficjalnym, pod tym samym tytułem − Casino Royale w reżyserii Martina Campbella).
Le Chiffre był złym finansistą i geniuszem matematycznym. Jego nazwisko oznacza z francuskiego „cyfrę”. Postać wzorowana na okultyście Aleisterze Crowleyu.
We wcześniejszych, nieoficjalnych produkcjach, w rolę Le Chiffre'a wcielili się: Peter Lorre (adaptacja telewizyjna z 1954) i Orson Welles (1967). W oficjalnym, kinowym filmie wytwórni EON Productions postać tę odegrał Mads Mikkelsen.